# Rádlo
Rádlo är en ort i Tjeckien. Den ligger i den norra delen av landet, 80 km nordost om huvudstaden Prag. Rádlo ligger 532 meter över havet och antalet invånare är 581.
Terrängen runt Rádlo är kuperad åt nordost, men åt sydväst är den platt. Runt Rádlo är det ganska tätbefolkat, med 75 invånare per kvadratkilometer. Närmaste större samhälle är Liberec, 8,7 km nordväst om Rádlo. Omgivningarna runt Rádlo är en mosaik av jordbruksmark och naturlig växtlighet.